# Kościół św. Mikołaja w Mikołajkach
Kościół świętego Mikołaja w Mikołajkach – rzymskokatolicki kościół parafialny należący do parafii pod tym samym wezwaniem (dekanat Mikołajki diecezji ełckiej).
Budowa świątyni rozpoczęła się 13 maja 1998 roku (13 maja jest to dzień rozpoczęcia Objawień Matki Boskiej w Fatimie oraz dzień zamachu na Jana Pawła II). Świątynia stanowi wotum dziękczynienia za uratowanie papieżowi życia. Powstała Rada Budowy Kościoła w składzie: mgr inż. Aleksander Chraniuk; mgr inż. Krzysztof Krupowicz; Jan Kuźmicki i zmarły już Franciszek Pruszyński. Duże grono parafian włączyło się w dzieło budowy kościoła poprzez prace społeczne. Przez następne lata budowany był trzon świątyni, wieża, część zakrystyjno-plebanijna. W tym czasie po kolei świątynia była wyposażana w elementy potrzebne do przyjmowania i udzielania sakramentów. Od 1999 roku w nowej świątyni są odprawiane nabożeństwa oraz msze święte. 
Budowla jest murowana, zewnętrzna ściana jest obłożona klinkierem. Kościół, wieża i plebania nakryte są blachodachówką. Wysokość wieży razem z kopułą to około 40 metrów. Na wieży są umieszczone trzy dzwony o imionach: św. Jadwiga; św. Mikołaj; Papież Jan Paweł II. W prezbiterium znajdują się ołtarz i ambonka wykonane z kamienia polnego.